# Bad Girls (album Donna Summer)
Bad Girls è il settimo album in studio dalla cantautrice statunitense Donna Summer, pubblicato il 25 aprile 1979 dall'etichetta Casablanca Records. Ha venduto oltre 11 milioni di copie nel mondo ed è l'album di maggior successo nella carriera della cantante.

## Tracce

### Versione originale (LP)
1. Hot Stuff – 5:14 (Pete Bellotte, Harold Faltermeyer, Keith Forsey)
2. Bad Girls – 4:55 (Donna Summer, Joe Esposito, Edward Hokenson, Bruce Sudano)
3. Love Will Always Find You – 3:59 (Pete Bellotte, Giorgio Moroder)
4. Walk Away – 4:29 (Pete Bellotte, Harold Faltermeyer)
5. Dim All the Lights – 4:40 (Donna Summer)
6. Journey to the Center of Your Heart – 4:36 (Pete Bellotte, Giorgio Moroder)
7. One Night in a Lifetime – 4:12 (Pete Bellotte, Harold Faltermeyer)
8. Can't Get to Sleep At Night – 4:42 (Bob Conti, Bruce Sudano)
9. On My Honor – 3:32 (Donna Summer, Harold Faltermeyer, Bruce Sudano)
10. There Will Always Be a You – 5:07 (Donna Summer)
11. All Through the Night – 6:06 (Donna Summer, Bruce Roberts)
12. My Baby Understands – 3:58 (Donna Summer)
13. Our Love – 4:52 (Donna Summer, Giorgio Moroder)
14. Lucky – 4:37 (Donna Summer, Giorgio Moroder, Joe Esposito, Edward Hokenson, Bruce Sudano)
15. Sunset People – 6:27 (Pete Bellotte, Harold Faltermeyer, Keith Forsey)

Con Giorgio Moroder al Basso elettrico e Sintetizzatore, Harold Faltermeyer alla batteria e Synclavier, Keith Forsey e Jay Graydon.

### Versione deluxe (rimasterizzato nel 2003)
Il secondo disco della versione deluxe del 2003, contiene la versione estesa di brani registrati dal 1977 al 1980.
CD 1
1. Bad Girls (Demo Version) – 3:59

CD 2
1. I Feel Love – 8:12
2. Last Dance – 8:12
3. MacArthur Park Suite – 17:37
4. Hot Stuff – 6:47
5. Bad Girls – 4:57
6. Walk Away – 7:16
7. Dim All the Lights – 7:14
8. No More Tears (Enough Is Enough) – 11:45 – feat. Barbra Streisand
9. On the Radio – 7:34

## Classifiche
| Classifica (1979) | Posizione massima |
| ----------------- | ----------------- |
| Austria           | 8                 |
| Norvegia          | 3                 |
| Nuova Zelanda     | 3                 |
| Paesi Bassi       | 24                |
| Regno Unito       | 23                |
| Svezia            | 3                 |
| Billboard 200     | 1                 |
| Canada            | 1                 |